# ラファエル・アルナイス・バロン
聖ラファエル・アルナイス・バロン (スペイン語：Rafael Arnaiz Barón、1911年4月9日 - 1938年4月26日) は、スペイン人のカトリック修道士。カトリック教会の聖人で記念日は4月26日。
20世紀に生まれ、20世紀に死んだ聖人である。
聖ラファエル修道者は、修道名であるマリア・ラファエルで知られている。また、列聖前は、マリア・ラファエル・アルナイス・バロンとして列福されていた。

## 生涯

### 幼少時代
ラファエル・アルナイス厳律シトー会（トラピスト会）修道士（本名ラファエル・アルトゥロ・アルバロ・ホセ・デ・インマクラーダ・コンセプシオン・イ・サンルイス・ゴンサガ・アルナイス・バロン Rafael Arturo Alvaro José de la Inmaculada Concepción y San Luis Gonzaga Arnaiz Barón）は1911年4月9日の枝の主日に、スペインのブルゴスで、富裕な商人の一族である父ラファエル・アルナイスと貴族階級の家系である母メルセデス・バロン・デ・アルナイスの4人兄弟妹の長男として生まれた。
のちに、弟ルイス・フェルナンド、妹メルセデスは、兄ラファエルと同じ、修道士・修道女の道を歩む。
父のラファエル・アルナイスは、裕福な山林技術者であった。
母のメルセデス・バロンは、文筆家、時事評論家であり、彼女の兄はレオポルド・バロン・マケダ男爵（のちに父親の爵位を相続しマケダ伯爵。さらに公爵）である。ラファエルは、伯父であるレオポルドを、ポリン伯父さんと呼び慕った。
信心の面では、毎晩ロザリオの祈りを家族で行う、信仰深い家庭に育った。
几帳面で、なんでもきちんとしていないと気が済まず、なれなれしさを好まない性分であったが、召使たちは、彼から厳しい言葉を受けたことはないと回想する。
イエズス会が運営する、オビエドの学園においては、とんぼ返りが好きで、数学の成績が良く、勤勉で品行の良い、常にクラスの上位にいて、学内のシュチェパヌフのスタニスラウス（聖スタニスラオ）信心会の役員として、信心深い中学・高校生活を送った。
このころ、絵画を本格的に学び始め、ラファエルの生涯の趣味となる。
1929年高校を卒業すると、伯父であるマケダ男爵家のアビラにある別荘に滞在し、厳律シトー会（トラピスト会）聖イシドロ修道院の修道士が歌うサルヴェ・レジーナに心を奪われ、修道会への入会を決心する。

### 厳律シトー会入会

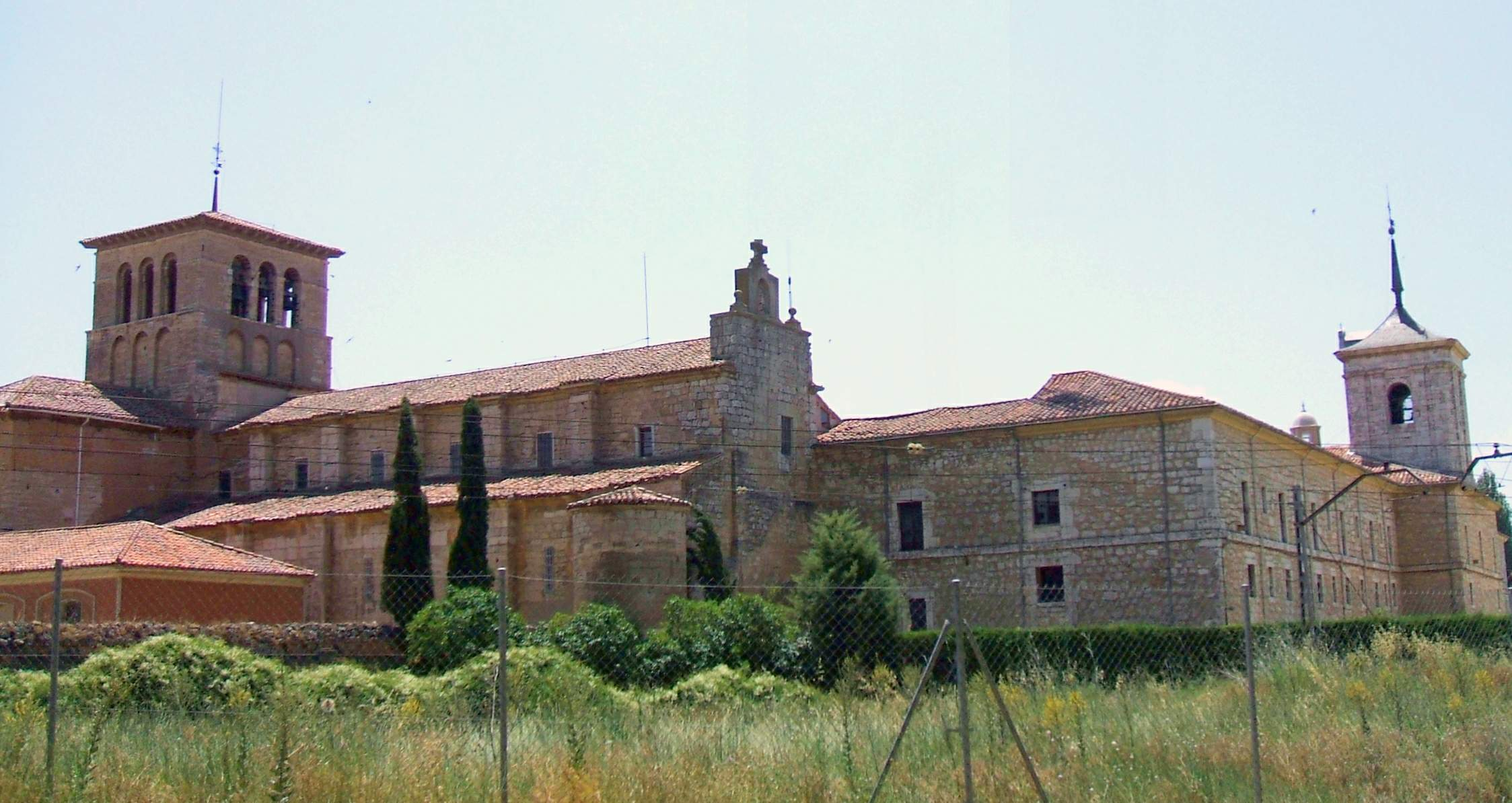
聖イシドロ修道院の全景

1930年マドリッドの大学に入学し、建築学を専攻する。
幾何学の勉強に苦しみつつも、煙草を愛し、街中のレストランを知り尽くし、寮の友人と学生生活を謳歌したが、修道生活へのあこがれはやみがたく、1933年聖イシドロ・トラピスト修道院に入会を申請した。
これを知った、周囲の人々は、「あんなハンサムなのに、神様ももったいないことをする」と、評したという。
1934年1月修練院に入ることを許され、初誓願をたててマリア・ラファエルの名前を取り、修練者として、修道士への道を歩み始める。
マリア・ラファエル修道士は、トラピストの戒律である「沈黙」を愛した。
しかし、彼の修道生活は、病による中断をたびたび繰り返し、その死まで、通算しても20か月に満たないものだった。

### 病による修道生活の中断
入会までの彼の生活は、快活で健康にほとんど問題ないものであった。
しかし、入会から半年足らずで、若年性糖尿病と診断される。
当時としては、不治の病である。
1934年5月マリア・ラファエル修練者は、重体に陥り自宅に帰され、食事療法とインスリン注射による療養生活に入る。このときから、約１年半の闘病生活が始まる。病の中で、彼の神への感覚は、研ぎ澄まされる。親族への手紙の中で、彼はこう書いている。
1935年12月の手紙には、次のように記す。
1935年12月病状が回復すると、伯父レオポルドのアビラの別荘で静養に入ったが、そこから修道院への再入会を申請した。大修道院長に宛て、彼はこのように書いた。まるで近いうちに起きる死を見通したかのような内容である。

1936年1月修道院は、彼の再入会を許した。
これは、特別な計らいであった。
修道院では、修練者より下の献身者として、病室で暮らす「宿泊者」の扱いであった。
マリア・ラファエルの家族は、修道院にその費用を負担することを申し出た。

### 徴兵による修道生活の中断
このころ、スペインは、内戦状態（スペイン内戦）にあった。
1936年9月マリア・ラファエルは、徴兵を受け修道院をあとにするが、身体検査で不合格となる。
彼は、最期の修道院への再入会を認められた。
修道院で、彼は「ノート」に、こう書き記した。

### 病状の悪化と霊性の高まり
1937年1月マリア・ラファエル修練者の病状は再び悪化した。
修道者として働くことができず、終日病室において起居する日々が続く。
この中で、彼の霊性は極限にまで高められていく。
彼の内省の軌跡は、「私のノート」と題された一連の文書と伯父、両親への書簡に残されている。
聖者マリア・ラファエルの聖母マリアへの賛美とトマス・ア・ケンピスのキリストに倣いてへの省察は、病の中で着実に深められていった。
1937年2月マリア・ラファエルは、自宅に帰された。
アビラの自宅で、絵筆をとり、いくつかの作品を残しつつ、修道院への帰還を望んでいた。
1937年12月彼は、修道院に戻った。
すでにマリア・ラファエルは、病室で起居する身であった。1938年4月13日彼はこのように記している。

大修道院長は、彼に司祭となるためのラテン語と典礼の勉強をすすめた。生きる希望を与えるためである。
マリア・ラファエルは、司祭はおろか、自分が献身者から、元の修練者として修道士の誓願を立てる可能性もないことを自覚していた。
大修道院長の「司祭にはなりたくないですか」という問いに彼はこう答えている。

### 終焉

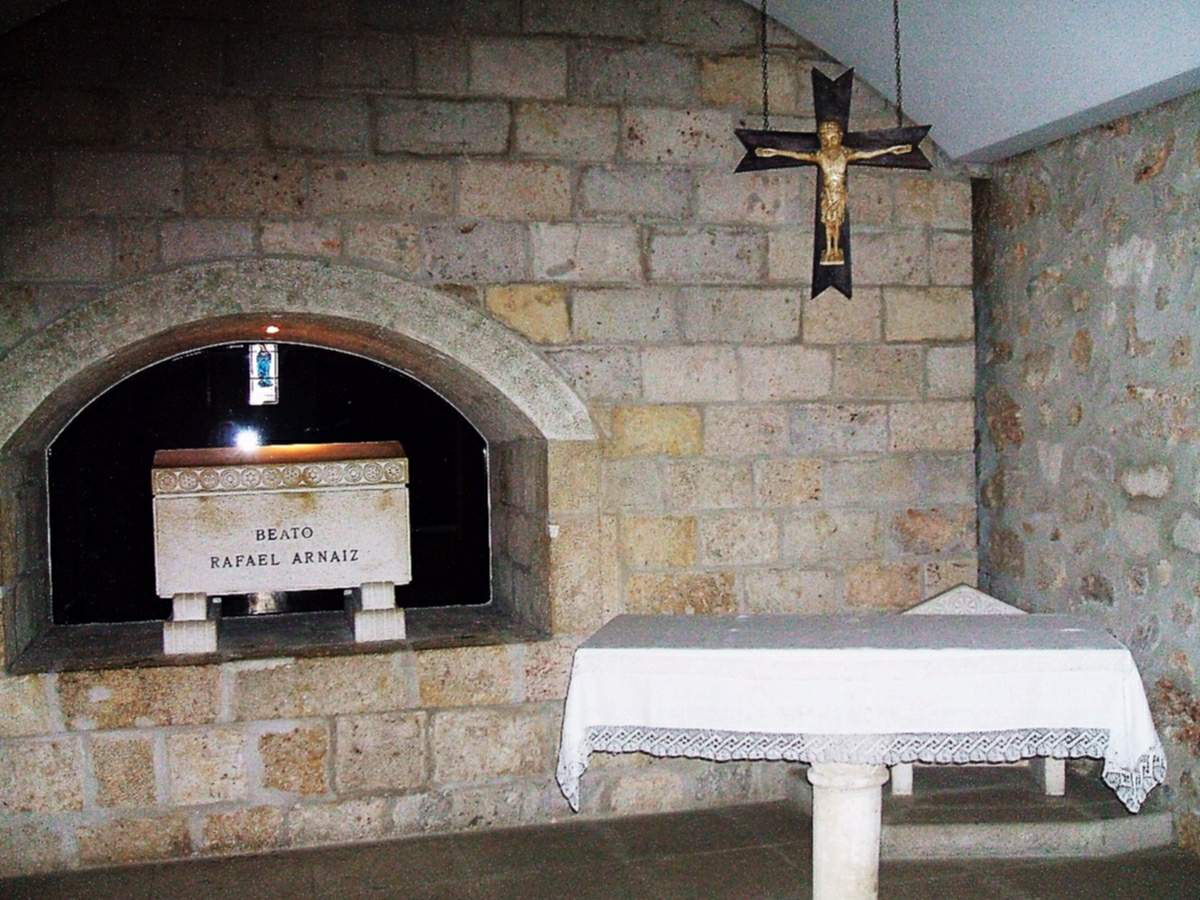
聖イシドロ修道院の一室にある聖ラファエル・アルナイスバロンの石棺

マリア・ラファエルは、死の瞬間まで、トラピスト修道者でありたいと願っていた。
1938年4月復活祭に際して、大修道院長は、マリア・ラファエルに、修道士の身分の者だけが着用できる純白の修道服「ククラ」と黒いスカプラリオを与えた。
マリア・ラファエルは、歓喜してそれを受けた。一時は、病状が全快したかのように見えた。しかし、すぐに、彼は、その栄誉が、単なる虚栄をもたらすものでしかないことを、自ら認め、静かに最期の時を待った。
4月26日マリア・ラファエルの容体は急変し、彼は献身者の身分のまま、死亡した。臨終に際して、彼はこう遺した。

## 列聖
マリア・ラファエルの短い生涯における、短期間に高められた、極めて透徹した霊性を世間に知らしめたのは、その母であるメルセデス・バロンの功績によるところが大きい。
彼女は、マリア・ラファエルの書簡集・ノートを遺稿集としてまとめ発行した。
彼女は、マリア・ラファエルと娘メルセデス、夫ラファエルに先立たれ、1957年に死亡した。
マリア・ラファエルが敬愛した伯父レオポルド・バロン・マケダ公爵は、彼の小伝を、『トラピストの秘密』として出版した。
彼の伝記と遺稿集は、各国語に翻訳され静かな感動を呼んだ。
便利で快適な都市生活を謳歌する典型的な現代の青年が、修道院の暖房器具もない木の固いベッドで生活し、一日中沈黙の戒律を守る生活を選び取るまでの軌跡、そして、不治の病の中で、ただひたすら神への賛美に生きる、その研ぎ澄まされた感覚と霊性は、そのこと自体が奇跡的ですらある。
その後、1960年代に、列聖運動がおこる。マリア・ラファエルのとりつぎとされる、いくつかの奇跡が報告され、ついに、
1992年9月27日にヨハネ・パウロ2世によって列福され、「今日のキリスト者青年の一つのモデル像」と紹介された。その列福式の場には、実弟のフェルナンド（シャルトルーズ会修道士）の姿もあった。
2009年10月11日に、ベネディクト16世によって列聖された。
列聖後の「聖ラファエル・アルナイス」は、糖尿病患者、世界青年の日、ワールドユースデーの守護聖人とされている。
聖イシドロ修道院は、2011年彼らの兄弟である聖人の生誕100周年を祝った。